# Cortezrog
De cortezrog (Caliraja cortezensis) is een vissensoort uit de familie van de Rajidae. De wetenschappelijke naam van de soort is voor het eerst geldig gepubliceerd in 1988 door McEachran & Miyake.